# Ballinamallard
Ballinamallard (Béal Átha na Mallacht in gaelico irlandese) è un villaggio dell'Irlanda del Nord, situato nella contea di Fermanagh.